# Карпеко, Александр Александрович
Александр Александрович Карпеко (укр. Олекса́ндр Олекса́ндрович Карпе́ко; 3 (16) ноября 1891, Кролевец, Черниговская губерния, Российская империя — 1969, Черниговская область) — украинский советский педагог, профессор, партийный и государственный деятель, редактор.
Ректор Киевского института народного образования (1924—1925) (ныне — Киевский национальный университет имени Тараса Шевченко), ректор Киевского института народного хозяйства (1927), ректор Нежинского института народного образования (1922—1924).

## Биография
Родился в многодетной семье работника почты. После учёбы в гимназии, в 1914 году окончил Нежинский историко-филологический институт. Учительствовал в Острожской мужской гимназии; одновременно находился на руководящих должностях в системе образования Воронежской губернии; в 1919—1921 годах — на партийной и преподавательской работе на Донбассе.
В 1921—1922 годах — декан факультета социального воспитания, в 1922—1924 годах — ректор, заведующий кафедрой истории культуры, научный сотрудник-доцент кафедры истории культуры и языка Нежинского института народного образования; в 1924—1925 годах — ректор, позже — профессор Киевского института народного образования; в 1926—1927 годах — заведующий отделом агитации и пропаганды Киевского окружного комитета КП (б)Украины]]; c 1927 года — ректор Киевского института народного хозяйства; в 1930—1931 годах — заместитель заведующего отделом агитации и пропаганды ЦК КП(б)У; в 1931—1933 годах — первый заместитель наркома просвещения УССР; в 1933—1934 годах — председатель Радиокомитета при СНК УССР и ответственный редактор журнала «Коммунистическое образование».
В 1935—1937 годах руководил культурно-массовой работой на Урале, с 1937 годах — на руководящих хозяйственных должностях на Кубани.
Участник Великой Отечественной войны. Командовал партизанским отрядом. В 1945—1950 годах работал в Краснодарском педагогическом институте. В 1950—1956 — декан факультета иностранных языков Воронежского педагогического института.
Занимался научными исследованиями в области классической филологии, организации системы образования, педагогики. Оставил воспоминания в 5-ти томах: «Задолго до рассвета», «Там, где учился Гоголь», «Киевский институт народного образования», «Партизанские тропы», «Краснодарский педагогический институт» (1963).
В конце жизни жил на Черниговщине.

## Избранные публикации
- К вопросу о характере и происхождении греческой сатирической драмы. Нежин, 1914;
- Античные мотивы (Опыт исследования античных мифов). Острогожск, 1914;
- Из истории женского движения. Константиновск, 1921;
- З матеріалів до обліку студентської праці К., 1925;
- З історії студентського руху 1905 р. на Київщині. К., 1925;
- Похід триває. Х.; К., 1930;
- Третій вирішальний. Х., 1931;
- До питання культурно-освітнього будівництва на Україні в другу п’ятирічку. Вип. 1. Х., 1932